# Dampierre-sur-Boutonne

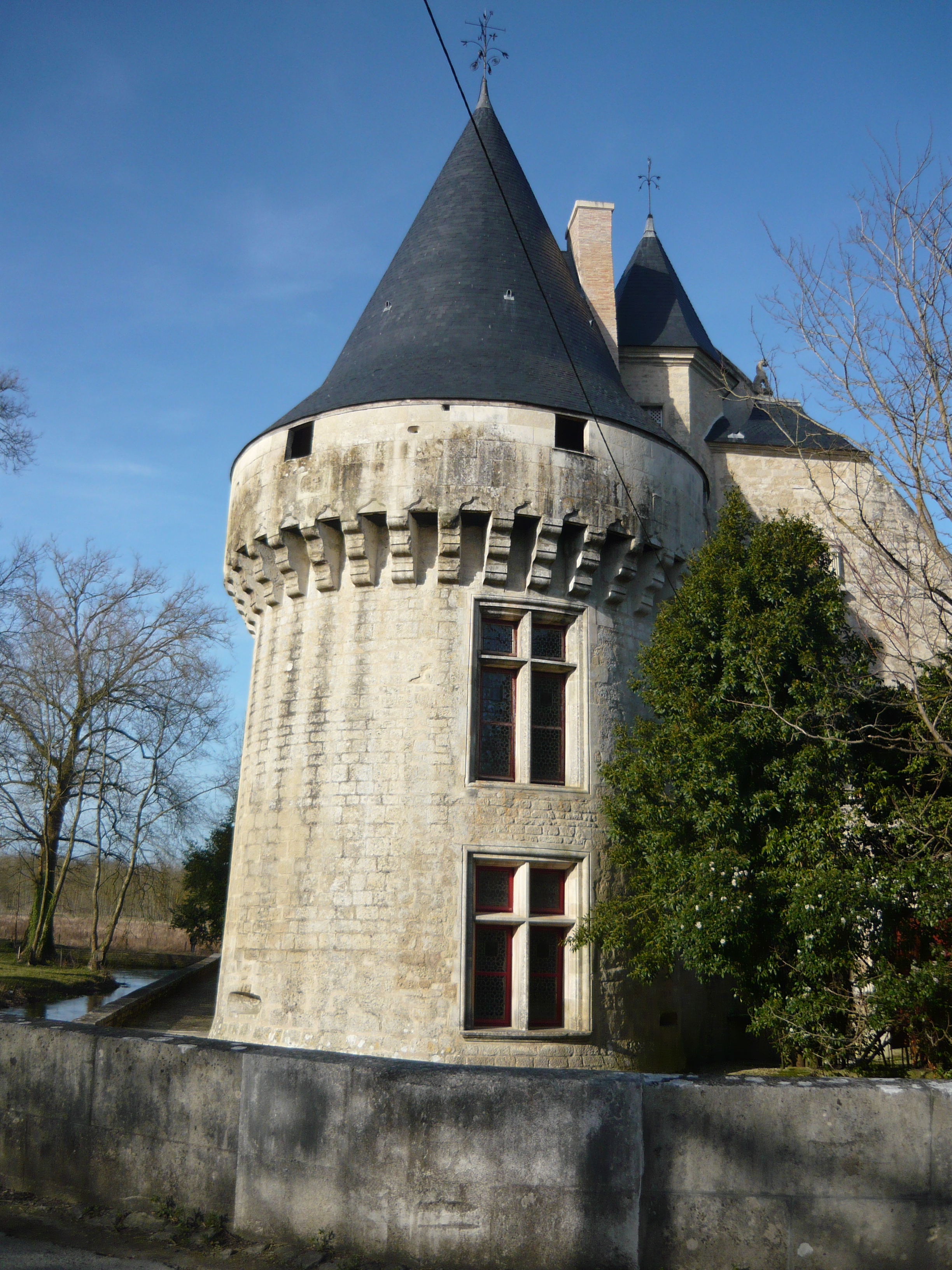
Château

Dampierre-sur-Boutonne is een gemeente in het Franse departement Charente-Maritime (regio Nouvelle-Aquitaine) en telt 297 inwoners (1999). De plaats maakt deel uit van het arrondissement Saint-Jean-d'Angély.

## Geografie
De oppervlakte van Dampierre-sur-Boutonne bedraagt 14,0 km², de bevolkingsdichtheid is 21,2 inwoners per km².
De onderstaande kaart toont de ligging van Dampierre-sur-Boutonne met de belangrijkste infrastructuur en aangrenzende gemeenten.

## Demografie
Onderstaande figuur toont het verloop van het inwonertal (bron: INSEE-tellingen).